# ابراهیم عزیزی (حقوق‌دان)
ابراهیم عزیزی (زادهٔ ۱ تیر ۱۳۴۲) سیاستمدار و حقوق‌دان ایرانی است که نماینده دوره دوازدهم مجلس شورای اسلامی از حوزه انتخابیه تهران، ری، شمیرانات، اسلامشهر و پردیس است. وی پیشتر نماینده مجلس شورای اسلامی از حوزه انتخابیه کرمانشاه در دوره‌های پنجم و یازدهم بوده‌است.
وی از اعضای پیشین حقوقدان شورای نگهبان است که در تاریخ مرداد ۱۳۸۰ با رأی نمایندگان مجلس به این سمت منصوب شد و در مرداد ۱۳۸۶ نیز عضویت او تمدید شد. وی همچنین توسط محمود احمدی‌نژاد در مهر ۱۳۸۶ به سمت «معاون توسعه مدیریت و سرمایه انسانی رئیس‌جمهور» منصوب شد. او دو سال بعد، در مهر ۱۳۸۸ به عنوان «معاون برنامه‌ریزی و نظارت راهبردی رئیس‌جمهور» منصوب شد که به دلیل مصوبهٔ مجلس مبنی بر شغل محسوب شدن عضویت در شورای نگهبان و تعارض آن با قانون ممنوعیت تصدی بیش از یک شغل از شورای نگهبان استعفا داد.
ابراهیم عزیزی در یازدهمین انتخابات مجلس شورای اسلامی شرکت کرد و توانست در دور دوم انتخابات وارد مجلس بشود. مراسم تحلیف او روز ۶ مهر ۱۳۹۹ برگزار شد. عزیزی در ۲۳ آذر ۱۴۰۱ از نمایندگی مجلس شورای اسلامی استعفا کرد تا به گفتۀ خودش در دولت سید ابراهیم رئیسی به‌عنوان معاون امور مجلس وی مشغول کار شود. اگرچه نامۀ استعفای عزیزی در همان روز توسط نایب رئیس مجلس اعلام وصول شد، اما در ۵ دی ۱۴۰۱ احمد نادری عضو هیئت رئیسه مجلس از منصرف شدن عزیزی از استعفا و خروج این موضوع از دستور کار مجلس خبر داد.
ابراهیم عزیزی در انتخابات دوازدهمین دوره مجلس شورای اسلامی از حوزه تهران، ری، شمیرانات، اسلامشهر و پردیس شرکت نمود و با اخذ آرای کافی در دور دوم، به مجلس دوازدهم راه پیدا کرد.